# Kabinet-Biesheuvel I
Het kabinet-Biesheuvel I was het Nederlandse kabinet van 6 juli 1971 tot 9 augustus 1972. Het kabinet werd gevormd op basis van een regeerakkoord van de Tweede Kamerfracties van de Katholieke Volkspartij (KVP), Volkspartij voor Vrijheid en Democratie (VVD), Anti-Revolutionaire Partij (ARP), Christelijk-Historische Unie (CHU) en de Democratisch Socialisten '70 (DS'70) na de Tweede Kamerverkiezingen van 1971. Hiermee was in het politieke spectrum vooral het centrum goed vertegenwoordigd.
Het kabinet-Biesheuvel I was een dubbel meerderheidskabinet dat zowel in de Eerste Kamer als Tweede Kamer kon rekenen op een  meerderheid. Het was het eerste en laatste kabinet waarin de Democratisch Socialisten '70, een rechtse afsplitsing van de PvdA, regeringsdeelname hadden. Het premierschap van Biesheuvel was in staatsrechtelijke zin uitzonderlijk, omdat zijn partij niet de grootste was geworden bij de verkiezingen, maar slechts vierde. Boerenzoon Biesheuvel gold destijds echter als een van de absolute zwaargewichten in de Nederlandse politiek.

## Verloop
Financieel-economische problemen staan centraal, waarbij de toenemende inflatie het grootste probleem is. DS'70 maakt zich sterk voor toepassing van het profijtbeginsel, de burger moest meer gaan betalen voor diensten van de overheid. In dit verband leidde vooral de verhoging van het collegegeld voor universiteiten en hogescholen van 200,- naar 1000,- tot veel tumult. Verder op financieel-economisch gebied krijgt het kabinet te maken met wat wel wordt genoemd 'stagflatie': een combinatie van stagnerende economie en toenemende inflatie (prijsstijgingen). Het financieringstekort loopt op naar 3,9 miljard in 1971 en de werkloosheid stijgt naar 150.000. De inflatie bedraagt in 1971 zeven procent. Al op 4 augustus 1971 trekt het kabinet de door het vorige kabinet genomen loonmaatregel in. Ook de prijscalculatiemaatregel wordt ingetrokken.
Een belangrijke en politiek uiterste gevoelige zaak waarmee het kabinet te maken krijgt, is de discussie over de mogelijke gratiëring van de Drie van Breda (drie tot levenslang veroordeelde Duitse oorlogsmisdadigers). Uiteindelijk ziet het kabinet hier vanaf, nadat de Tweede Kamer zich via een motie-Voogd in meerderheid tegen heeft verklaard.
Een belangrijke sociale kwestie is de totstandkoming van een Sociaal Contract tussen regering, bedrijfsleven en vakbonden. De Sociaal Economisch Raad (SER) had daartoe opgeroepen omdat het voor de komende jaren steile kostenverhogingen voorzag, die zouden moeten worden tegengegaan door loonmatiging.
In juni 1972 diende minister van Justitie Dries van Agt (KVP) en minister van Volksgezondheid en Milieuhygiëne Louis Stuyt een wetsvoorstel in over gewenste zwangerschapsonderbreking (abortus provocatus). Het beginsel daarbij was dat het laten uitvoeren van abortus strafbaar blijft, tenzij er gegronde medische redenen voor zijn ('nee, tenzij'). Eerder (in 1970) hadden de PvdA-Tweede Kamerleden Jan Lamberts en Hein Roethof een inhoudelijk tegengesteld voorstel ingediend, om door een zwangere vrouw gewenste abortus in beginsel uit het strafrecht te halen ('ja, mits'). Beide voorstellen bleven nog onafgedaan.
Onder minister van Buitenlandse Zaken Norbert Schmelzer (KVP), die als sluwe realpolitiker werd gezien, voerde de regering een beleid dat meer was gericht op Europese samenwerking, in tegenstelling tot het Atlantische beleid van voormalig minister van Buitenlandse Zaken Joseph Luns. Biesheuvel was voorheen enkele jaren lid geweest van het Europees Parlement, een functie die indertijd als bijbaan kon worden uitgeoefend.

## Ambtsbekleders
| Ambtsbekleders                              | Ambtsbekleders                       | Ambtsbekleders                                    | Minister / Ministerie                        | Minister / Ministerie | Termijn                              | Partij |
| ------------------------------------------- | ------------------------------------ | ------------------------------------------------- | -------------------------------------------- | --- | ------------------------------------ | ------ |
|                                             | B.W. (Barend) Biesheuvel             | mr. B.W. (Barend) Biesheuvel (1920–2001)          | Minister-president / Minister                | Algemene Zaken | 6 juli 1971 – 11 mei 1973            | ARP    |
|                                             | R.J. (Roelof) Nelissen               | mr. R.J. (Roelof) Nelissen (1931–2019)            | Vicepremier / Minister                       | Financiën | 6 juli 1971 – 11 mei 1973            | KVP    |
|                                             | W.J. (Molly) Geertsema               | mr. W.J. (Molly) Geertsema (1918–1991)            | Vicepremier / Minister                       | Binnenlandse Zaken | 6 juli 1971 – 11 mei 1973            | VVD    |
|                                             | W.K.N. (Norbert) Schmelzer           | drs. W.K.N. (Norbert) Schmelzer (1921–2008)       | Minister                                     | Buitenlandse Zaken | 6 juli 1971 – 11 mei 1973            | KVP    |
|                                             | A.A.M. (Dries) van Agt               | mr. A.A.M. (Dries) van Agt (1931–2024)            | Minister                                     | Justitie | 6 juli 1971 – 8 september 1977       | KVP    |
|                                             | H. (Harrie) Langman                  | mr.drs. H. (Harrie) Langman (1931–2016)           | Minister                                     | Economische Zaken | 6 juli 1971 – 11 mei 1973            | VVD    |
|                                             | H.J. (Hans) de Koster                | H.J. (Hans) de Koster (1914–1992)                 | Minister                                     | Defensie | 6 juli 1971 – 11 mei 1973            | VVD    |
|                                             | L.B.J. (Louis) Stuyt                 | dr. L.B.J. (Louis) Stuyt (1914–2000)              | Minister                                     | Volksgezondheid en Milieuhygiëne | 6 juli 1971 – 11 mei 1973            | KVP    |
|                                             | J. (Jaap) Boersma                    | drs. J. (Jaap) Boersma (1929–2012)                | Minister                                     | Sociale Zaken | 6 juli 1971 – 19 december 1977       | ARP    |
|                                             | Ch. (Chris) van Veen                 | mr. Ch. (Chris) van Veen (1922–2009)              | Minister                                     | Onderwijs en Wetenschappen | 6 juli 1971 – 11 mei 1973            | CHU    |
|                                             | W. (Willem) Drees jr.                | dr. W. (Willem) Drees jr. (1922–1998)             | Minister                                     | Verkeer en Waterstaat | 6 juli 1971 – 21 juli 1972           | DS'70  |
|                                             | B.J. (Bé) Udink                      | drs. B.J. (Bé) Udink (1926–2016)                  | Minister                                     | Verkeer en Waterstaat | 21 juli 1972 – 11 mei 1973           | CHU    |
|                                             | P.J. (Pierre) Lardinois              | ir. P.J. (Pierre) Lardinois (1924–1987)           | Minister                                     | Landbouw en Visserij | 5 april 1967 – 1 januari 1973        | KVP    |
|                                             | B.J. (Bé) Udink                      | drs. B.J. (Bé) Udink (1926–2016)                  | Minister                                     | Volkshuisvesting en Ruimtelijke Ordening | 6 juli 1971 – 11 mei 1973            | CHU    |
|                                             | P.J. (Piet) Engels                   | P.J. (Piet) Engels (1923–1994)                    | Minister                                     | Cultuur, Recreatie en Maatschappelijk Werk | 6 juli 1971 – 11 mei 1973            | KVP    |
| Ambtsbekleders                              | Ambtsbekleders                       | Ambtsbekleders                                    | Minister / Portefeuille / Ministerie         | Minister / Portefeuille / Ministerie | Termijn                              | Partij |
|                                             | R.J. (Roelof) Nelissen               | mr. R.J. (Roelof) Nelissen (1931–2019)            | Minister                                     | Surinaamse en Nederlands- Antilliaanse Zaken (Binnenlandse Zaken)                                                                                 | 6 juli 1971 – 28 januari 1972        | KVP    |
|                                             | P.J. (Pierre) Lardinois              | ir. P.J. (Pierre) Lardinois (1924–1987)           | Minister                                     | Surinaamse en Nederlands- Antilliaanse Zaken (Binnenlandse Zaken)                                                                                 | 28 januari 1972 – 1 januari 1973     | KVP    |
|                                             | C. (Kees) Boertien                   | mr.dr. C. (Kees) Boertien (1927–2002)             | Minister                                     | • Ontwikkelings- samenwerking (Buitenlandse Zaken)                                                                                                | 6 juli 1971 – 11 mei 1973            | ARP    |
|                                             | M.L. (Mauk) de Brauw                 | jhr.mr. M.L. (Mauk) de Brauw (1925–1984)          | Minister                                     | • Wetenschaps- beleid • Wetenschappelijk Onderwijs (Onderwijs en Wetenschappen)                                                                   | 6 juli 1971 – 21 juli 1972           | DS'70  |
|                                             | Ch. (Chris) van Veen                 | mr. Ch. (Chris) van Veen (1922–2009)              | Minister                                     | • Wetenschaps- beleid • Wetenschappelijk Onderwijs (Onderwijs en Wetenschappen)                                                                   | 21 juli 1972 – 11 mei 1973           | CHU    |
| Ambtsbekleders                              | Ambtsbekleders                       | Ambtsbekleders                                    | Staatssecretaris / Portefeuille / Ministerie | Staatssecretaris / Portefeuille / Ministerie | Termijn                              | Partij |
|                                             | A. (Jan) van Stuijvenberg            | drs. A. (Jan) van Stuijvenberg (1928)             | Staatssecretaris                             | • Agglomeratie Zaken • Rijksdienst (Binnenlandse Zaken)                                                                                           | 17 juli 1971 – 21 juli 1972          | DS'70  |
|                                             | Th.E. (Tjerk) Westerterp             | drs. Th.E. (Tjerk) Westerterp (1930–2023)         | Staatssecretaris                             | • Europese Zaken (Buitenlandse Zaken) | 17 augustus 1971 – 11 mei 1973       | KVP    |
|                                             | W. (Willem) Scholten                 | mr. W. (Willem) Scholten (1927–2005)              | Staatssecretaris                             | • Fiscale Zaken • Belastingdienst (Financiën) | 14 juli 1971 – 19 maart 1973         | CHU    |
|                                             | A.P.J.M.M. (Fons) van der Stee       | mr. A.P.J.M.M. (Fons) van der Stee (1928–1999)    | Staatssecretaris                             | • Financiën Lagere Overheden (Financiën) | 14 juli 1971 – 12 maart 1973         | KVP    |
|                                             | J.H. (Hans) Grosheide                | mr. J.H. (Hans) Grosheide (1930–2022)             | Staatssecretaris                             | • Integratie • Immigratie • Asielzaken • Vreemdelingen- zaken • Jeugd- bescherming • Gevangeniswezen • Rehabilitatie (Justitie)                   | 28 juli 1971 – 11 mei 1973           | ARP    |
|                                             | J.J.M. (Jan) Oostenbrink             | drs. J.J.M. (Jan) Oostenbrink (1936)              | Staatssecretaris                             | • Midden- en Kleinbedrijf • Toerisme (Economische Zaken)                                                                                          | 17 juli 1971 – 11 mei 1973           | KVP    |
|                                             | A. (Adri) van Es                     | A. (Adri) van Es (1913–1994)                      | Staatssecretaris                             | • Materieel- voorzieningen • Personeels- beleid (Defensie)                                                                                        | 14 augustus 1963 – 16 september 1972 | ARP    |
|                                             | J.G. (Koos) Rietkerk                 | mr. J.G. (Koos) Rietkerk (1927–1986)              | Staatssecretaris                             | • Sociale Zekerheid • Arbeids- omstandigheden (Sociale Zaken)                                                                                     | 28 juli 1971 – 23 april 1973         | VVD    |
|                                             | C.E. (Kees) Schelfhout               | mr.drs. C.E. (Kees) Schelfhout (1918–1983)        | Staatssecretaris                             | • Kleuterscholen • Basisonderwijs • Buitengewoon Onderwijs (Onderwijs en Wetenschappen)                                                           | 28 juli 1971 – 11 mei 1973           | KVP    |
|                                             | R.J.H. (Roelof) Kruisinga            | dr. R.J.H. (Roelof) Kruisinga (1922–2012)         | Staatssecretaris                             | • Wegverkeer • Openbaar Vervoer • Spoorwegen • Scheepvaart • PTT (Verkeer en Waterstaat)                                                          | 28 juli 1971 – 20 maart 1973         | CHU    |
|                                             |                                      | drs. K.W. (Werner) Buck (1925–2010)               | Staatssecretaris                             | • Stadsvernieuwing (Volkshuisvesting en Ruimtelijke Ordening)                                                                                     | 17 augustus 1971 – 11 mei 1973       | KVP    |
|                                             | S. (Fia) van Veenendaal-van Meggelen | S. (Fia) van Veenendaal- van Meggelen (1918–2005) | Staatssecretaris                             | • Bijstand • Maatschappelijke Dienstverlening • Pensioenen • Armoedebeleid (Cultuur, Recreatie en Maatschappelijk Werk)                           | 28 juli 1971 – 21 juli 1972          | DS'70  |
|                                             | H.J.L. (Henk) Vonhoff                | H.J.L. (Henk) Vonhoff (1931–2010)                 | Staatssecretaris                             | • Volksontwikkeling • Jeugdbeleid • Cultuurbeleid • Kunstbeleid • Mediabeleid • Sport • Natuurbehoud (Cultuur, Recreatie en Maatschappelijk Werk) | 28 juli 1971 – 23 april 1973         | VVD    |
| Bron: Kabinet-Biesheuvel I Rijksoverheid.nl |                                      |                                                   |                                              | |                                      |        |

## Kabinetsformatie
- Tweede Kamerverkiezingen 1971: 28 april 1971
- Beëdiging kabinet: 6 juli 1971
- Duur formatie: 69 dagen
- Informateur
  - Piet Steenkamp (KVP), (15 mei 1971 – 20 juni 1971) 37 dagen
- Formateur
  - Barend Biesheuvel (ARP), (21 juni 1971 – 5 juli 1971) 15 dagen

Hoewel de KVP de grootste partij was, leverde deze partij de premier niet. In die tijd was het ten eerste nog geen vanzelfsprekendheid dat de grootste regeringspartij de premier leverde, anderzijds had de KVP, na het passeren van oud-premier Piet de Jong voor het lijsttrekkerschap, geen voor de hand liggende kandidaat.

## Reden ontslagaanvraag
Er ontstond verschil van mening in de ministerraad over het te voeren loon- en prijsbeleid en de bezuinigingen, waarna DS'70 besloot het kabinet te verlaten. De DS'70-bewindslieden dienden op 19 juli 1972 hun ontslag in, waardoor het kabinet niet meer kon rekenen op een meerderheid in de Tweede Kamer. De overige leden van het kabinet stelden daarom hun functie ter beschikking en het kabinet werd derhalve demissionair. Na een formatieperiode van 22 dagen kwam het rompkabinet Biesheuvel II aan het bewind.